# Deplattformering
Deplattformering, från engelska "no platform" (ingen plattform) och "deplatforming" (att frånta någon en plattform), är en metod att hindra en meningsmotståndare att debattera en fråga eller framföra ett budskap genom att hindra att en plattform fyller sin funktion.
Plattformen kan vara en scen avsedd för ett framträdande eller en debatt; ett massmedium som radio, TV eller en tidning; en digital plattform avsedd för publicering eller kommunikation.

## Varianter av deplattformering

### Neka någon tillträde till egen plattform
En arrangör av ett evenemang, eller en ägare av en plattform, kan neka en person (eller organisation) att tala, debattera, medverka, delta eller närvara. Då har arrangören deplattformerat den tilltänkta deltagaren genom bojkott.
Det förekommer att personer tillåts medverka på en plattform men på sämre villkor än andra deltagare på samma plattform.
Att en icke-statlig organisation tillämpar deplattformering på sin egen plattform kallas ibland felaktigt för censur men är närmare besläktat med refusering. Censur handlar om statlig förhandsgranskning av material som omfattas av yttrandefriheten. Icke-statliga organisationer är däremot ofta fria att själva bestämma vilka de vill bjuda in till sina evenemang eller erbjuda plattformar.

### Själv vägra delta på annan plattform
Deplattformering kan vara att själv vägra (eller att en organisation förbjuder sina medlemmar) att dela en plattform med någon, även när plattformen tillhandahålls av en annan arrangör.

### Hindra annan plattform
Utomstående kan utsätta arrangörer, sponsorer eller andra deltagare för påtryckningar (som sanktion, bojkott, protester eller blockad) för att deplattformering ska tillämpas mot en tilltänkt deltagare på plattformen. Det förekommer att deplattformeringsaktioner riktas mot enskildas arbets- och uppdragsgivare.

### Hindra allmän plattform

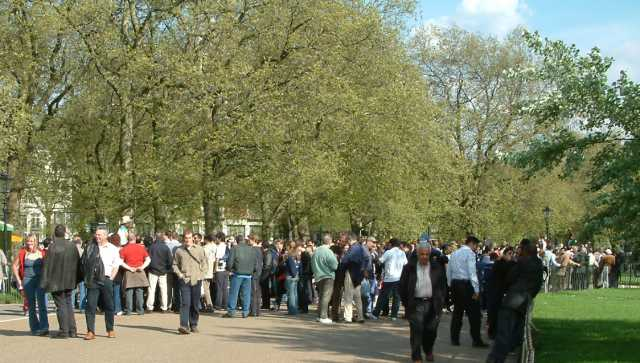
Speakers Corner i Hyde Park är en allmän plattform som används för offentliga tal.

Att hindra någon från att nyttja sin mötesfrihet på en offentlig plats är också en form av deplattformering och där plattformen i det fallet är den offentliga platsen.

## Formaliserad tillämpning
Vissa organisationer har policyer för deplattformering, till exempel brittiska studentföreningen National Union of Students (NUS).

## Konsekvenser
Att tillämpa deplattformering kan, tvärtemot avsikten med policyn, leda till stor uppmärksamhet för den man försöker hindra (enligt det som kallas Streisandeffekten). Det kan även leda till en metadebatt (ofta gällande yttrandefrihet eller personfrågor) istället för att handla om sakfrågor. Att stigmatisera en meningsmotståndare, istället för att diskutera, riskerar att leda till att denne radikaliseras. Företrädare som kommer från extrema miljöer, och som har parlamentariska ambitioner, kan verka hotdämpande för attentatsrisken från dessa miljöer. Och när en ansenlig del av befolkningen upplever att den saknar representation kan det medföra en ökad påfrestning för säkerheten.

## Argument för och emot
Företrädare för deplattformering menar att debattera extrema åsiker vore att legitimera dem. Avsikten är att skydda minoriteter som kan uppleva obehag av åsikterna samt att hindra åsikterna från att spridas. Att avstå från en debatt kan också vara ett strategiskt beslut. Ett argument är att medier ska begränsa sin rapportering genom så kallad "strategisk tystnad" med syfte att dämpa vissa åsikter, men det medför en risk att förlora marknadsandelar:21m och strider mot principen om konsekvensneutralitet.
Kritiker mot deplattformering menar att även om uppsåtet med policyn är gott så är det bästa att istället utmana meningsmotståndare i en öppen debatt där deras åsikter kan bemötas i sak. Vissa lyfter det problematiska i att fri debatt sätts på undantag efter godtyckliga beslut av en liten grupp människor, och den skada på någons rykte som ett sådant beslut om uteslutning innebär. Den brittiske journalisten Sarah Ditum skrev 2014 om en ändamålsglidning och att deplattformering, som skapades som ett verktyg avsett att skydda demokratin, hade blivit ett vapen som användes emot den. Jonathan Lundberg frågade 2022 "Hur många som hotar demokratin kan man tysta innan man själv blir ett demokratihot?"

## Deplattformering i olika länder

### Storbritannien
Ett uppmärksammat exempel på no platform är brittiska studentföreningen National Union of Students (NUS) som började tillämpa det 1974. NUS tillämpar no platform mot personer som de anser är rasister eller fascister, men har även omfattat den politiske teoretikern Alan Johnson, vissa feminister som Germaine Greer och Julie Bindel, komiker som Kate Smurthwaite och Dapper Laughs, provokatören Milo Yiannopoulos, människorättsaktivisten Maryam Namazie och Londons dåvarande borgmästare Boris Johnson. 2016 uppgav 63% av brittiska universitetsstudenter att de stödde NUS policy.

### Sverige
I Sverige har deplattformering föreslagits, använts, debatterats och uppmärksammats flera gånger, även om själva termen inte har förekommit eller att det funnits någon bakomliggande policy. Enligt Lars Anders Johansson går metoden i Sverige tillbaka åtminstone till Strindbergsfejden med start 1910.
Folkpartiets Bengt Westerberg lämnade en TV-studio valnatten 1991 för att inte medverka med Ian Wachtmeister och Bert Karlsson i Ny demokrati.
Under 2000-talet har det ofta handlat om Sverigedemokraterna. Sverigedemokraternas webbplatser stängdes 2006 efter att Utrikesdepartementet och Säkerhetspolisen tagit kontakt med företaget som drev webbhotellet. Det har ofta handlat om partiets medverkan i något offentligt sammanhang som debatter i TV eller på Stockholm Pride eller deltagande i partipresentationer på skolor. Det har ibland lett till att SD nekats medverka eller att andra deltagare har dragit sig ur. Inför riksdagsvalet 2010 stördes flera av partiets offentliga möten av motdemonstranter som överröstade partiets talare. På valnatten ville Vänsterpartiets Lars Ohly inte möta Sverigedemokraternas Jimmie Åkesson inför en medverkan i SVT. I oktober 2011 vägrade Socialdemokraternas partiledare Håkan Juholt och Vänsterpartiets Lars Ohly att delta i SVT:s partiledardebatt där de skulle placeras på samma sida i TV-studion som Sveriedemokraternas Jimmie Åkesson, och krävde ändringar, något som SVT inte gick med på. Vissa menade att den uteblivna offentliga debatten med SD hade gynnat partiet. I december 2015 beslutade Sverok (Sveriges största ungdomsförbund) att den som innehar en förtroendepost inom SD inte samtidigt får vara förtroendevald på förbundsnivå inom Sverok.
Ali Esbati skrev 2009 i den norska tidskriften Samtiden och senare 2011 på sin blogg att "våga vägra ta debatten" vilket startade en offentlig debatt om vilka som skulle ingå i det offentliga samtalet. Vissa uppfattade att det fanns en risk för guilt by association för den som debatterade med vissa meningsmotståndare och frågade vad konsekvensen blev av ett sådant principiellt ställningstagande.
Det har förekommit att kyrkor ringer i sina klockor för att uppsåtligen störa offentliga sammankomster med hänvisning till att sammankomsten utgjorde en fara. 2014 störde Sofiakyrkan (tillhörande Svenska Kyrkan) i Jönköping en demonstration av Svenskarnas parti på 1 maj. 2018 störde Visby domkyrka ett seminarium med debattören Thomas Gür under Almedalsveckan. 2022 störde Råslätts kyrka en demonstration av Rasmus Paludan.
Efter att Nya Tider medverkade på Bokmässan i Göteborg 2016 pågick i Sverige 2016–2017 en utdragen offentlig debatt om vilka som skulle medverka på mässan 2017 och om mässan skulle bojkottas om Nya Tider tilläts medverka. Författaruppropet och den offentliga debatten medförde, emot Nya Tiders meningsmotståndares önskade avsikt, stor publicitet för tidningen. Den uppmärksamhet som Nya Tider fick uppskattades ha ett värde på flera miljoner.
Google blockerade 2020 SwebbTV:s möjligheter att fortsätta publicera material på YouTube och blockerade YouTube-användares tillgång till SwebbTV:s material på sajten.
Det har förekommit deplattformeringsaktioner riktade mot enskildas arbets- och uppdragsgivare med avsikt att terminera arbetsrelationen med en enskild individ; Att ta ära och heder av denna samt att beröva vederbörande levebrödet. Det har bland annat drabbat författaren Stig Larsson, journalisten Kajsa Ekis Ekman, komikern Anton Magnusson och skribenten Alice Teodorescu.

#### Svenska utbildningsväsendet
I ett fall där en grupp akademiker, studenter och kulturarbetare försökte stoppa Richard Jomshof från att hålla ett föredrag (som ingick i en serie föredrag där partistrateger från samtliga riksdagspartier var inbjudna) noterade Academic Rights Watch (ARW) att de flesta namnunderskrifterna kom från personer vid utbildningar för genusvetenskap, sociologi, socialantropologi, konstvetenskap, kulturvetenskap och globala studier. En majoritet av underskrifterna härrörde från forskare vid Göteborgs universitet, Södertörns högskola och Konstfack. ARW hänvisade till Chicago-deklarationen vilken, istället för deplattformering, förespråkar att det i högskolornas bredare utbildningsuppdrag ska ingå att lära studenter hur man hanterar åsikter som inte stämmer med den egna verklighetsuppfattningen; genom framläggandet av ett rigoröst intellektuellt försvar för den egna ståndpunkten.

#### Juridiska aspekter
Försök att deplattformera någons framträdande på någon annans plattform kan leda till straffansvar enligt lagar som brott mot medborgerlig frihet (förutsatt att det förekommit olaga tvång eller olaga hot), ärekränkningsbrott som förtal eller brott mot frihet och frid (särskilt ofredande).
Både den som utsätts för deplattformeringsförsök och den som försöker deplattformera någon omfattas av yttrandefrihetsgrundlagen. I de fall deplattformeringsaktioner riktas mot enskildas arbets- och uppdragsgivare är skyddet för anställda starkt enligt arbetsrättsjuristen Jens Tillqvist. För frilansare och personer som tar enskilda uppdrag är skyddet svagare än för anställda, men huvudregeln för ingånga avtal är att de ska hållas.
Den som stör vid allmän sammankomst, till exempel så att det budskapet som talaren försöker förmedla inte går fram, kan dömas för brottet störande av allmän sammankomst.

## Fotnoter